# Аль-Вафа – Мелліта
Аль-Вафа — Мелліта — трубопровідна система на північному заході Лівії, яким транспортують вуглеводні з другого за величиною газового родовища країни Аль-Вафа.
У 2004 році в басейні Гадамес біля алжирського кордону почалась розробка нафтогазоконденсатного родовища Аль-Вафа, видачу продукції якого організували за допомогою двох трубопроводів дожвиною по 525 кілометрів:
- газопроводу діаметром 800 мм, який транспортує газ, що пройшов підготовку із вилученням пропан-бутанової фракції (зріджений нафтовий газ, ЗНГ);
- трубопроводу для рідки вуглеводнів, по якому перекачується суміш нафти, конденсату та ЗНГ.
Трубопроводи прямують у напрямку середземноморського узбережжя, де передають продукцію на газопереробний комплекс Мелліта.
Для забезпечення подачі газу в 2004-му на Аль-Вафа запустили компресорну станцію у складі трьох агрегатів потужністю по 17 МВт. Робочий тиск газопроводу складає 75 бар, а пропускна здатність на початковому етапі становила 12,7 млн м3 на добу. В той же час, можливо відзначити, що вже у середині 2010-х обсяг видобутку на родовищі перевищив 17 млн м3.